# The One Live CD
A The One Live CD (kínai: 演唱会, pinjin: Yǎn chàng huì, magyaros átírásban: Jan csang huj)  Jay Chou tajvani mandopopsztár első koncertalbuma, mely 2002-ben jelent meg. A felvételek Chou 2002-es turnéjának első állomásán, a 40 000 fős tajpeji koncertjén készültek. Az albumon húsz dal szerepel két CD-n, és egy tíz videóklipet tartalmazó VCD is jár mellé. Később DVD-verzióban is kiadták.

## Számlista
Az összes szám szerzője Jay Chou.
| 1.  | Suang csie kun pien cou pan (Shuang jie gun bian zou ban) (雙截棍 變奏版, Opening Nun-Chuks Changed Rhythm Version)          |  |
| 2.  | Zsen csö (Ren zhe) (忍者, Ninja)                                                                                             |  |
| 3.  | Je je pao tö csa csia csang pan (Ye ye pao de cha jia chang ban) (爺爺泡的茶 加長版, The Tea Grandpa Makes Extended Version) |  |
| 4.  | An hao (An hao) (暗號, Secret Signal)                                                                                        |  |
| 5.  | Aj caj hszi jüan csien (Ai zai xi yuan qian) (愛在西元前, Love in BC)                                                        |  |
| 6.  | Pan tao tie ho (Ban dao tie he) (半島鐵盒, The Iron Box Of The Island)                                                       |  |
| 7.  | Huj tao kuo csü (Hui dao guo qu) (回到過去, Go Back To The Past)                                                             |  |
| 8.  | Tou niu (Dou niu) (鬥牛, Bullfight)                                                                                          |  |
| 9.  | Fen lie (Fen lie) (分裂, Split)                                                                                              |  |
| 10. | An csing (An jing) (安靜, Silence)                                                                                           |  |
| 11. | Hej szö ju mo (Hei se you mo) (黑色幽默, Black Humour)                                                                       |  |

| 1. | Csao ce csi (Zhao zi ji) (找自己, Search For Myself (David Tao-dal))                                                                                           |  |
| 2. | Lung csüan feng (Long juan feng) (龍捲風, Tornado) |  |
| 3. | Hszing csing (Xing qing) (星晴, Clear Stars) |  |
| 4. | Lung csuan (Long quan) (龍拳, Dragon Fist) |  |
| 5. | Sang haj ji csiu sze szan (Shang hai yi jiu si san) (上海一九四三, Shanghai 1943)                                                                              |  |
| 6. | Ni cen mö lien hua tou suo pu csing csu (Ni zen me lian hua dou shuo bu qing chu) (你怎麼連話都說不清楚, How Can You Not Even Speak Clearly? (Jolin Tsai-dal)) |  |
| 7. | Cuj hou tö csan ji (zui hou de zhan yi) (最後的戰役, The Final Battle)                                                                                         |  |
| 8. | Csien tan aj (Jian dan ai) (簡單愛, Simple Love) |  |
| 9. | Kaj pu liao kou (Kai bu liao kou) (開不了口, Cannot Speak) |  |